# Joshua Tree 1951 : Un portrait de James Dean
Pour plus de détails, voir Fiche technique et Distribution.
Joshua Tree 1951 : Un portrait de James Dean (Joshua Tree, 1951: A Portrait of James Dean) est un film dramatique américain écrit et réalisé par Matthew Mishory, sorti en 2012.

## Synopsis
En 1951, en plein désert de Joshua Tree en Californie s'installent James Dean et son colocataire : l'acteur va y rencontrer des gens pour de raisons professionnelles et sentimentales…

## Fiche technique
- Titre original : Joshua Tree, 1951: A Portrait of James Dean
- Titre français : Joshua Tree 1951 : Un portrait de James Dean
- Réalisation : Matthew Mishory
- Scénario : Matthew Mishory
- Décors : Samuel Perone
- Costumes : Rob Saduski
- Photographie : Michael Marius Pessah
- Son : Borja Sau Razquin
- Montage : Chris Kirkpatrick
- Musique : Arban Ornelas et Steven Severin
- Production : Edward Singletary, Jr., Randall Walk et Robert Zimmer Jr.
- Sociétés de production : Iconoclastic Features ;  Jay-X Entertainment et MGDB Productions (associations)
- Société de distribution : Iconoclastic Features
- Pays d'origine :  États-Unis
- Langue originale : anglais, français
- Format : noir et blanc, couleur - 1.85 : 1 - Dolby Digital - 35 mm
- Genre : Drame et biopic
- Durée : 93 minutes
- Dates de sortie :
  - États-Unis : 24 mai 2012 (Festival international du film de Seattle) ; 12 décembre 2012 (sortie nationale)
  - France : 18 février 2014 (DVD)

## Distribution
- James Preston : James « Jimmy » Dean
- Dan Glenn : le colocataire
- Dalilah Rain : Violet
- Edward Singletary, Jr. : Roger
- Robert Gant : le réalisateur
- Erin Daniels : la mère du colocataire
- Rafael Morais : John

## Production
L'équipe du film tourne au parc national de Joshua Tree, à Laguna Beach et à Hollywood en Californie.

## Accueil

### Sorties internationales
Joshua Tree 1951 : Un portrait de James Dean est présenté dans de nombreux festivals dont le premier date le 24 mai 2012 au Festival international du film de Seattle avant qu'il ne projette dans les salles le 12 décembre 2012 aux États-Unis. Il passe au Festival international du film de Flandre-Gand, le 9 octobre 2012 et au Festival Tels Quels de Belgique, le 9 mars 2013.
En France, il est d'abord projeté au Forum des Images, le 7 octobre 2012, et sort en DVD à partir du 18 février 2014.

### Accueil critique
David Wiegand de San Francisco Chronicle souligne que ce « film est un objetd'art à la limite d'être ici et là un film d'art prétentieux, mais il ne fait aucun doute qu'il est aussi hypnotique et sexy ! » (« The movie is art and borders on art-film pretentiousness here and there, but there's no question that it's also mesmerizing and sexy »).

## Distinctions

### Nominations
- Chéries-Chéris, festival du film gay, lesbien, bi, trans et ++++ de Paris 2012 :
  - Grand prix des longs-métrages pour Matthew Mishory
  - Prix du jury pour Matthew Mishory